# 주승용
주승용(朱昇鎔, 1952년 7월 27일~)은 대한민국의 정치인이다. 제17·18·19·20대 국회의원을 지냈다.

## 학력
- 1965년 광주서석국민학교 졸업
- 1968년 광주동중학교 졸업
- 1971년 광주제일고등학교 졸업
- 1976년 성균관대학교 전자공학 학사
- 1980년 고려대학교 경영대학원 MBA
- 2013년 전남대학교 대학원 수산과학 박사

### 비학위 수료
- 2000년 여수대학교 산업대학원 경영관리자과정 수료
- 2005년 서울대학교 건설산업최고전략과정 수료

## 경력
- 여천군재항군인회 부회장
- 여천라이온즈클럽 이사
- 신안 주씨 여수여천 종친회 이사
- 소라초등학교 육성회 부회장
- 소라면 번영회 이사
- (주)화성산업 대표이사
- 평화민주당·신민주연합당 전라남도 지부 여천시·여천군 지구당 지방자치대책위원
- 평화민주당·신민주연합당 전라남도 지부 여천시·여천군 지구당 운영위원
- 평화민주당·신민주연합당 전라남도 지부 농어촌문제특별위원
- 1991년 6월 20일: 1991년 대한민국 지방 선거 당선(전남 여천군 제2선거구, 신민주연합당, 초선)
- 1991년 7월~1995년 6월: 제4대 전라남도의회의원(전남 여천군 제2선거구, 신민주연합당→민주당→무소속, 초선)
  - 제4대 전라남도의회 예산결산특별위원회 위원(3년 연속)
  - 제4대 전라남도의회 운영위원회 위원
  - 제4대 전라남도의회 건설위원회 위원
- 민주당 중앙위원
- 민주당 전라남도 지부 산업국장
- 민주당 전라남도 지부 선전국장
- 민주연합청년동지회 여천군 지회장
- 평화통일정책 자문위원
- 한국내외문제연구소 이사
- 아시아태평양재단 후원회 중앙위원
- 여천 경실련 창립 발기위원장
- 해양 EXPO 전남 유치위원
- 1995년 6월 27일: 제1회 전국동시지방선거 당선(민선 1기, 전남 여천군 제2선거구, 무소속, 재선)
- 1995년 7월~1996년 6월: 제5대 전라남도의회의원(민선 1기, 전남 여천군 제2선거구, 무소속→새정치국민회의, 재선)
  - 제5대 전라남도의회 예산결산특별위원회 위원
- 1996년 8월 12일: 1996년 8월 재보궐선거 당선(민선 1기, 전라남도 여천군수, 무소속, 초선)
- 1996년 8월~1998년 3월: 제38대 전라남도 여천군수(민선 1기, 무소속→새정치국민회의, 초선)
- 1998년 6월 4일: 제2회 전국동시지방선거 당선(민선 2기, 전라남도 여수시장, 무소속, 초선)
- 1998년 7월~2002년 6월: 제2대 전라남도 여수시장(민선 2기, 무소속, 초선)
- 전국시장군수구청장협의회 공동의장
- 전남시장군수협의회 회장
- 전남 의정회 부회장
- YMCA 평생회원
- 여수시 인재육성장학회 이사
- 2004년 3월~2005년 3월: 열린우리당 전라남도당 위원장
- 2004년 4월 15일 대한민국 제17대 국회의원 선거 당선(전남 여수시 을, 열린우리당, 초선)
- 2007년: 제17대 대통령 선거 대통합민주신당 정동영 대통령 후보 선거대책위원회 조직본부장 및 전라남도 선거대책위원장
- 2008년 4월 9일 대한민국 제18대 국회의원 선거 당선(전남 여수시 을, 통합민주당, 재선)
- 2012년 4월 11일 대한민국 제19대 국회의원 선거 당선(전남 여수시 을, 민주통합당, 3선)
- 2016년 4월 13일 대한민국 제20대 국회의원 선거 당선(전남 여수시 을, 국민의당, 4선)
- 2017년: 제19대 대통령 선거 국민의당 안철수 대통령 후보 선거대책위원회 공동선거대책위원장
- 사단법인 세계신지식인협회 고문

## 의정 활동
- 2004년 5월 30일~2008년 5월 29일: 제17대 국회의원(전남 여수시 을, 열린우리당→대통합민주신당→통합민주당, 초선)
  - 제17대 국회 건설교통위원회 위원
  - 제17대 국회 예산결산특별위원회 간사
- 열린우리당 중앙위원회 위원
- 열린우리당 원내공보부대표
- 중도개혁통합신당 김한길 대표 비서실장
- 2008년 5월 29일~2012년 5월 29일: 제18대 국회의원(전남 여수시 을, 통합민주당→민주당→민주통합당, 재선)
  - 제18대 국회 지식경제위원회 위원
  - 제18대 국회 보건복지위원회 위원
  - 제18대 국회 보건복지위원회 간사
  - 제18대 국회 여수세계박람회지원특별위원회 간사
  - 제18대 국회 예산결산특별위원회 위원
- 2008년 7월~2010년 7월: 민주당 제5정책조정위원장
- 2008년 7월~2010년 1월: 민주당 전라남도당 위원장
- 2011년 5월~2011년 12월: 민주당 정책위원회 수석부의장
- 2011년 12월~2012년 1월: 민주통합당 정책위원회 의장
- 2012년 5월 30일~2016년 5월 29일: 제19대 국회의원(전남 여수시 을, 민주통합당→민주당→새정치민주연합→더불어민주당→무소속→국민의당, 3선)
  - 2012년 7월~2013년 3월: 제19대 국회 전반기 국토해양위원회 위원장
  - 2013년 3월~2014년 5월: 제19대 국회 전반기 국토교통위원회 위원장
  - 2014년 6월~2016년 5월: 제19대 국회 후반기 안전행정위원회 위원
  - 2015년 6월~2016년 5월: 제19대 국회 후반기 예산결산특별위원회 위원
- 2014년 6월~2014년 8월: 새정치민주연합 사무총장
- 2015년 2월~2015년 12월: 새정치민주연합 수석최고위원
- 2016년 2월~2016년 5월: 국민의당 원내대표
- 2016년 2월~2016년 6월: 국민의당 최고위원
- 2016년 5월 30일~2020년 5월 29일: 제20대 국회의원(전남 여수시 을, 국민의당→바른미래당→민생당, 4선)
  - 2016년 6월~2018년 5월: 제20대 국회 전반기 국토교통위원회 위원
  - 2018년 1월~2018년 6월: 제20대 국회 헌법개정 및 정치개혁특별위원회 위원
  - 2018년 7월~2020년 5월: 제20대 국회 후반기 국회부의장
  - 2018년 7월~2020년 5월: 제20대 국회 후반기 행정안전위원회 위원
- 2016년 7월~2017년 1월: 국민의당 비상대책위원
- 2016년 12월~2017년 5월: 국민의당 원내대표
- 2017년 5월: 국민의당 당대표 권한대행
- 바른미래당 전라남도당 위원장 직무대행
- 2019년 5월~2020년 2월: 바른미래당 최고위원
- 바른미래당 전라남도당 위원장
- 2021년 12월: 민생당 탈당
- 2021년 12월: 더불어민주당 복당

## 방송 출연
- 2001년 : KBS2 슈퍼 TV 일요일은 즐거워 - 출발 드림팀

## 역대 선거 결과
|  | 41.80% |

|  | 42.70% |

|  | 61.4% |

|  | 56.14% |

|  | 41.61% |

|  | 66.90% |

|  | 83.86% |

|  | 70.50% |

|  | 50.42% |

## 소속 정당
| 소속 정당 | 소속 정당        | 소속 기간 | 비고           |
| --------- | ---------------- | --------- | -------------- |
|           | 평화민주당       | 1988~1991 | 정계 입문      |
|           | 신민주연합당     | 1991      | 당명 변경      |
|           | 민주당           | 1991~1995 | 합당           |
|           | 무소속           | 1995      | 탈당           |
|           | 새정치국민회의   | 1995~1996 | 창당           |
|           | 무소속           | 1996      | 탈당           |
|           | 새정치국민회의   | 1996~1998 | 복당           |
|           | 무소속           | 1998~2002 | 탈당           |
|           | 국민통합21       | 2002~2003 | 입당           |
|           | 무소속           | 2003      | 탈당           |
|           | 열린우리당       | 2003~2007 | 창당           |
|           | 무소속           | 2007      | 탈당           |
|           | 중도개혁통합신당 | 2007      | 창당           |
|           | 중도통합민주당   | 2007      | 합당           |
|           | 무소속           | 2007      | 탈당           |
|           | 대통합민주신당   | 2007~2008 | 창당           |
|           | 통합민주당       | 2008      | 합당           |
|           | 민주당           | 2008~2011 | 당명 변경      |
|           | 민주통합당       | 2011~2013 | 합당           |
|           | 민주당           | 2013~2014 | 당명 변경      |
|           | 새정치민주연합   | 2014~2015 | 합당           |
|           | 더불어민주당     | 2015~2016 | 당명 변경      |
|           | 무소속           | 2016      | 탈당           |
|           | 국민의당         | 2016~2018 | 창당           |
|           | 바른미래당       | 2018~2020 | 합당           |
|           | 민생당           | 2020~2022 | 합당 정계 은퇴 |
|           | 무소속           | 2022      | 탈당           |
|           | 더불어민주당     | 2022~현재 | 복당           |

## 같이 보기
- 대한민국의 국회부의장
- 여수시 을
- 여수시의 국회의원
- 여수시장
- 여천군수